# Robert Warzycha
Robert Warzycha (* 20. August 1963 in Siemkowice) ist ein polnischer Fußballtrainer und ehemaliger Fußballspieler. Der ehemalige Mittelfeldspieler trainiert aktuell Górnik Zabrze aus der polnischen Ekstraklasa.
Den Großteil seiner Karriere als aktiver Fußballer verbrachte er in Europa. Er spielte für Vereine in Polen, Ungarn und England. Seine größten Erfolge feierte er mit Górnik Zabrze. Als Teil der Mannschaft konnte zweimal Polnischer Meister werden und einmal den Pokal gewinnen.
Von 1987 bis 1993 war er fester Bestandteil der polnischen Nationalmannschaft.

## Spielerkarriere

### Verein
Warzycha wechselte 1996 zur Columbus Crew. Vorher spielte er über zehn Jahre in Europa Fußball, u. a. auch in der englischen Premier League für den FC Everton. Seine letzte Station vor den USA war Honvéd Budapest, mit denen er 1996 den Ungarischen Fußballpokal gewinnen konnte.
Bei der Crew gehörte er bis zur Saison 2001 zu den Stammspielern. Eine Saison später beendete er seine Karriere, da ihn Verletzungen immer wieder zurückwarfen. Bei seinem Karriereende war er Rekordhalter für die meisten Vorlagen innerhalb der Mannschaft.

### Nationalmannschaft
Für die polnische Fußballnationalmannschaft spielte er insgesamt 47 Mal und konnte dabei sieben Tore erzielen.

## Trainerkarriere
Nach seinem Rücktritt als aktiver Spieler wurde er Assistenztrainer bei der Columbus Crew. Nachdem Greg Andrulis 2005 entlassen worden war, übernahm Warzycha kurzzeitig das Traineramt. Auch unter Sigi Schmid war er weiterhin Co-Trainer.
Nachdem Schmid zu den Seattle Sounders wechselte wurde Warzycha neuer Chef-Trainer der Mannschaft und errang gleich in seiner ersten Saison in dieser Position den MLS Supporters’ Shield.

## Trivia
Sein Sohn, Konrad Warzycha, spielt ebenfalls Fußball. Seit der Saison 2011 steht dieser im Kader von Sporting Kansas City. Ein weiterer Sohn Bartosz (* 1990) spielte für den in Westerville, Ohio beheimateten Blast FC und an der Marshall University. Die Warzycha Familie gehört der Polnischen Gemeinde Ohio an.